# Kurt Hunsänger
Kurt Hunsänger (* 21. Januar 1950 in Elz) ist ehemaliger deutscher Kunstradfahrer und war von 1998 bis 2015 Vorstandsmitglied der Energieversorgung Offenbach AG.

## Erfolge als Sportler
Seit 1962 Mitglied des Radsportvereins Elz 1912 e.V., wurde Kurt Hunsänger 1976 in Münster erstmals Weltmeister im Einer-Kunstradfahren der Männer. Diesem Erfolg folgten zwei weitere Weltmeistertitel in den Jahren 1977 und 1978. Bereits in den zuvor konnte er die Jugend-Europameisterschaft sowie zwei Vizeweltmeistertitel gewinnen. 
Zudem wurde er mehrmals Deutscher (Vize-)Meister.

## Leben und Beruf
Neben seiner Karriere als Sportler studierte Hunsänger Maschinenbau an der RWTH Aachen. Er schloss das Studium 1979 ab und promovierte vier Jahre später zum Dr.-Ing. Nach leitenden Positionen in den Technischen Werken Stuttgart und den Stadtwerken Hamm wurde Hunsänger 1998 zum Technikvorstand der Energieversorgung Offenbach AG berufen. 
Ende Januar 2015 trat er in den Ruhestand.
Hunsänger engagiert sich auch für diverse soziale und kulturelle Projekte und ist Begründer des Entenrennens in Offenbach am Main.

## Auszeichnungen
- Für seine Leistungen als Kunstradfahrer wurde Hunsänger das „Silberne Lorbeerblatt“ verliehen.